# 廖萨利切托
廖萨利切托（義大利語：Rio Saliceto），是意大利雷焦艾米利亚省的一个市镇。总面积22.56平方公里，人口5955人，人口密度264.0人/平方公里（2009年）。ISTAT代码为035034。